# Melvindale (Míchigan)
Melvindale es una ciudad ubicada en el condado de Wayne en el estado estadounidense de Míchigan. En el Censo de 2010 tenía una población de 10715 habitantes y una densidad poblacional de 1.500,03 personas por km².

## Geografía
Melvindale se encuentra ubicada en las coordenadas 42°16′43″N 83°10′57″O / 42.27861, -83.18250. Según la Oficina del Censo de los Estados Unidos, Melvindale tiene una superficie total de 7.14 km², de la cual 7.04 km² corresponden a tierra firme y (1.38%) 0.1 km² es agua.

## Demografía
Según el censo de 2010, había 10715 personas residiendo en Melvindale. La densidad de población era de 1.500,03 hab./km². De los 10715 habitantes, Melvindale estaba compuesto por el 76.82% blancos, el 11.26% eran afroamericanos, el 0.74% eran amerindios, el 0.84% eran asiáticos, el 0.03% eran isleños del Pacífico, el 6.43% eran de otras razas y el 3.88% pertenecían a dos o más razas. Del total de la población el 18.27% eran hispanos o latinos de cualquier raza.

## Educación
Las Melvindale-Northern Allen Park Public Schools gestiona escuelas públicas.